# 贝伊奥卢

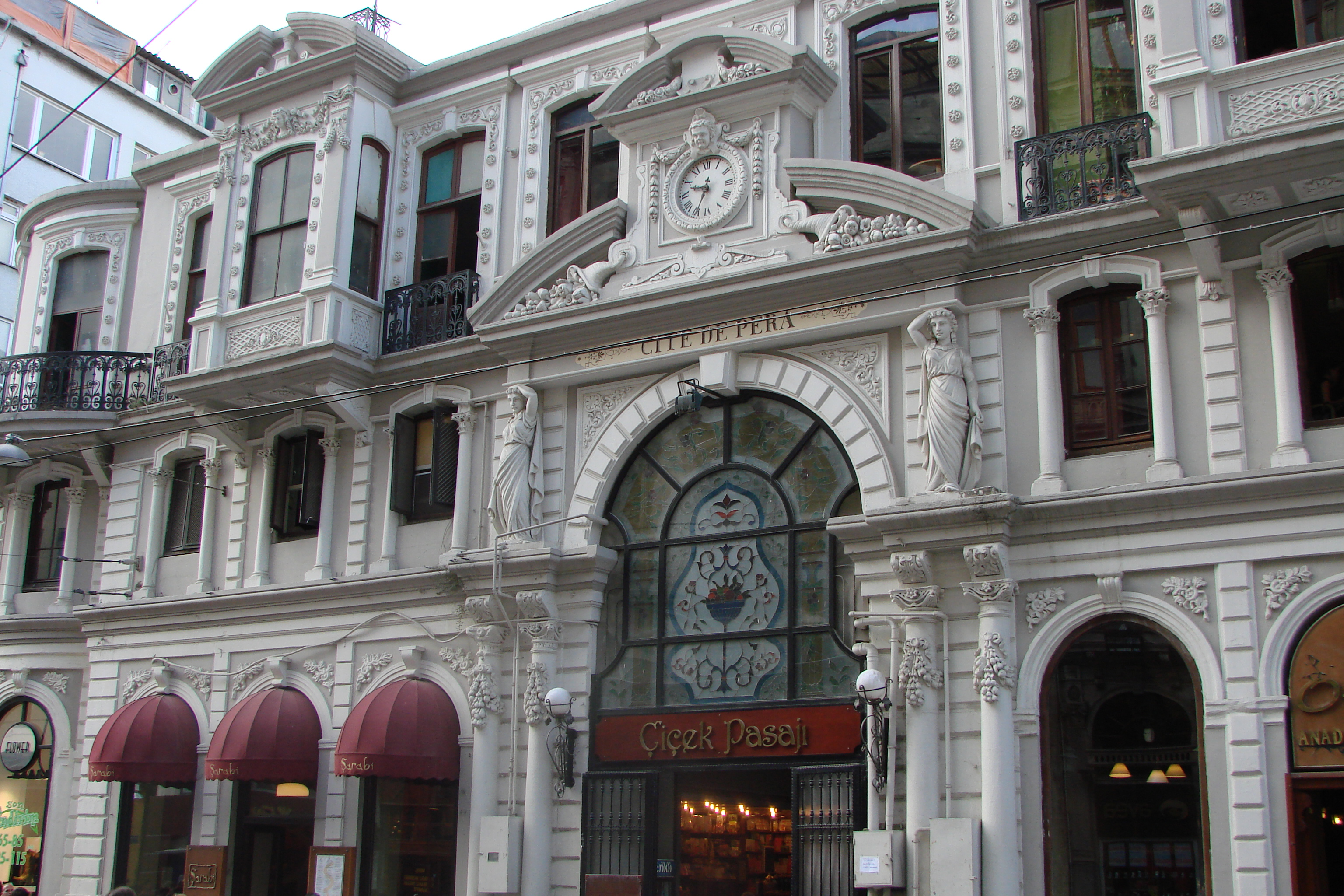
齐切克帕塞基餐厅

贝伊奥卢（土耳其語：Beyoğlu，發音：[ˈbejoːɫu]）是土耳其伊斯坦布尔的一个区，位于欧洲一侧，金角湾以北，与君士坦丁堡老城相望。它在中世纪称为佩拉，直到20世纪初土耳其共和国成立这个名称还很常用。
在中世纪，佩拉是热那亚和威尼斯商人的基地。1204年第四次十字军之后的拉丁帝国时期，威尼斯人占据优势。1273年，拜占庭皇帝将佩拉送给热那亚共和国，以回报热那亚的支持。佩拉成为繁荣的意大利殖民地，由一位执政官统治。1316年兴建了热那亚宫（Palazzo del Comune）。1348年热那亚人修建了著名的加拉达石塔，为伊斯坦布尔的主要地标。热那亚人对佩拉的控制，直到1453年5月29日被奥斯曼帝国征服。
贝伊奥卢区通过跨越金角湾的加拉达桥和Unkapanı桥连接对岸的老城中心。
贝伊奥卢是伊斯坦布尔最活跃的艺术，娱乐和夜生活中心。

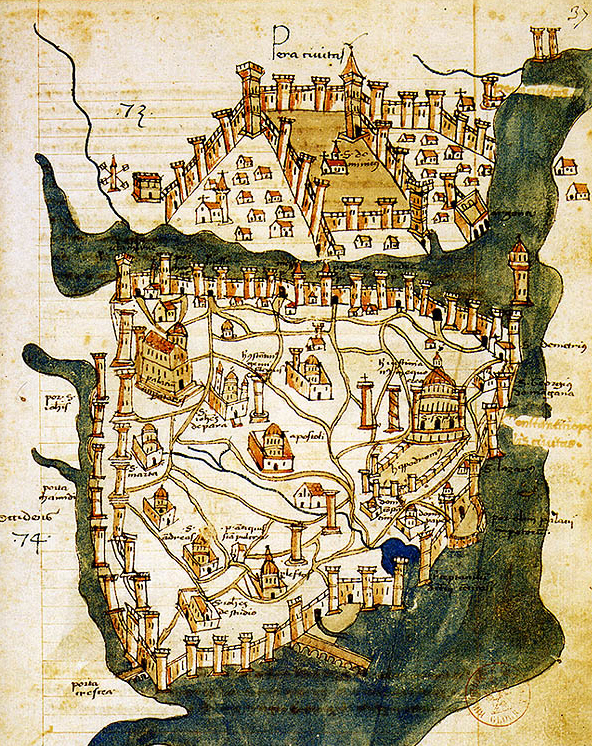
15世纪君士坦丁堡，金角湾北面的佩拉，和南面的君士坦丁堡半岛

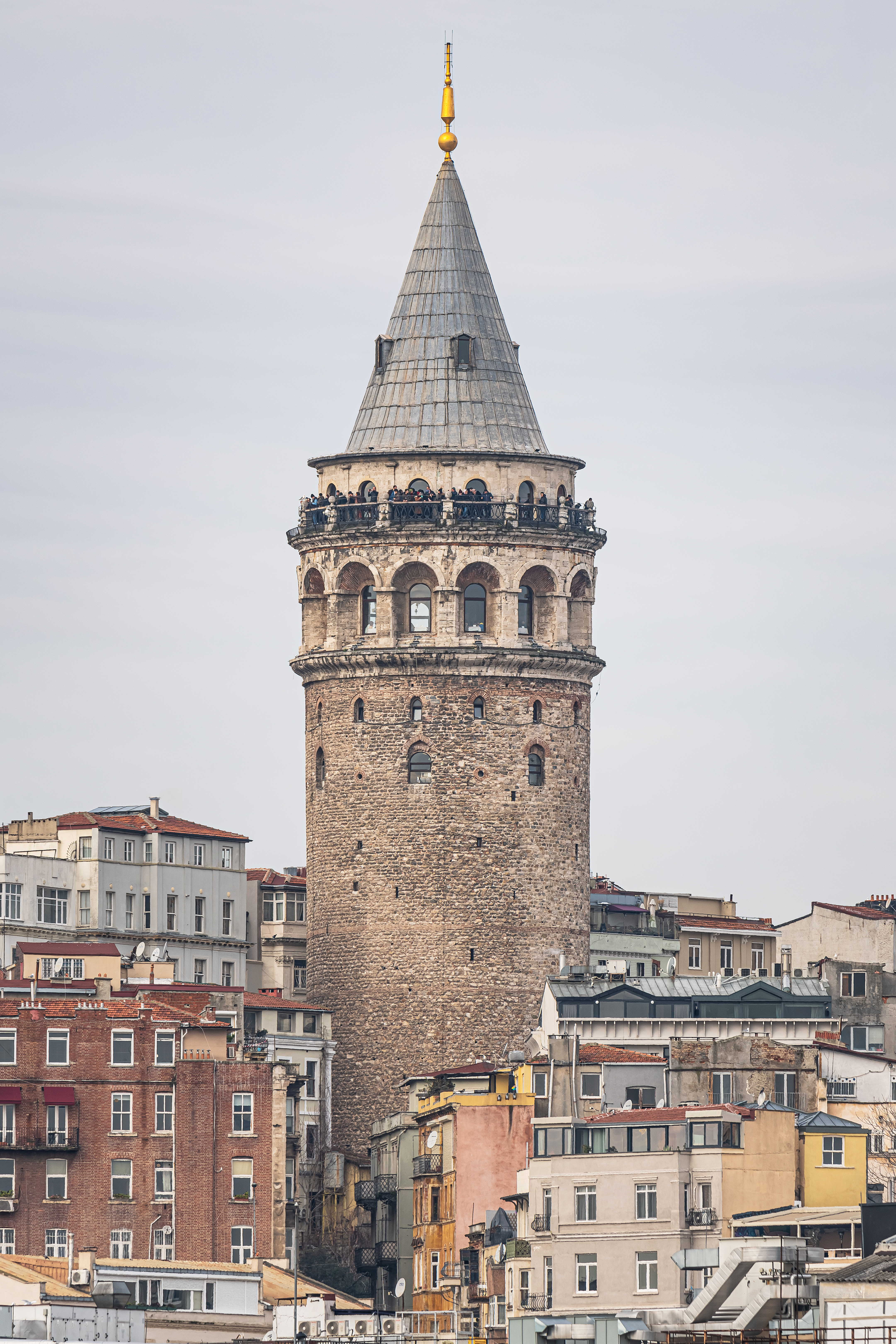
加拉达塔

大部分领事馆（1923年迁都前的使馆）位于贝伊奥卢：英国、德国、希腊、俄罗斯、荷兰、瑞典。